# 연방상원 (독일 제국)

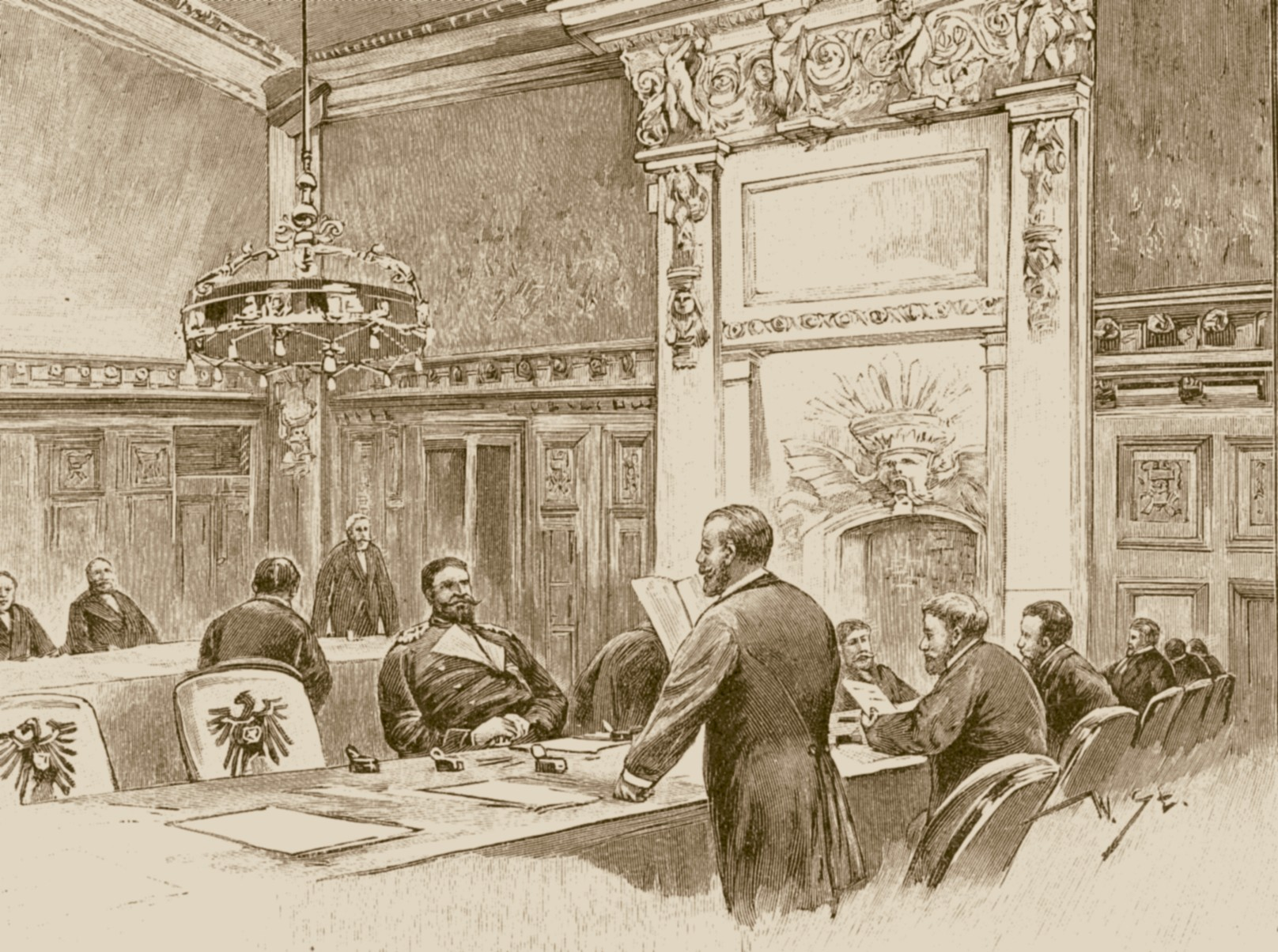
1894년의 연방평의회.

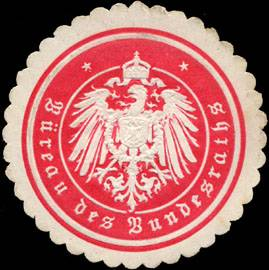
연방평의회 인장.

연방상원(독일어: Bundesrat 분데스라트[*])는 북독일 연방 및 독일 제국의 최고 입법기구였다. 1867년부터 1918년까지 존재했다. 1902년 독일어 철자법 개혁 이전까지는 Bundesrath라고 썼다.
연방평의회는 독일 제국이라는 연방군주국에 가맹한 25개 가맹국의 대표자들로 구성되었다. 각 가맹국에허 행사할 수 있는 표의 수는 헌법에서 규정되었다.
각 가맹국 대표자들은 자기 정부의 지시에 따라 표를 행사했다. 의장은 국가수상이 맡았다. 독일 제국에서 통과된 모든 법안은 연방평의회의 지지를 받아야 했다. 또한 독일 황제가 수행하는 특정한 공무, 예컨대 의회해산과 선전포고 같은 것 역시 연방평의회의 표결 대상이었다. 그 밖에도 여러가지 행정 기능과 가맹국 간 분쟁을 조율하는 권한 등을 가지고 있었다.
연방평의회는 실질적으로 17표를 행사할 수 있는 프로이센 왕국의 마음대로 좌우되었다. 6표를 가진 바이에른 왕국이 2위였고, 다른 가맹국들은 아무도 5표 이상을 가지지 못했다. 프로이센은 다른 가맹국들과 연합하여 연방평의회에서의 절차를 마음대로 결정할 수 있었다. 특히 오토 폰 비스마르크는 거의 전체 임기 동안 독일 제국의 수상(즉 연방평의회 의장)이자 프로이센 총리, 프로이센 외무장관을 겸직했다. 비스마르크는 프로이센 외무장관의 자격으로 연방평의회의 프로이센 대의원들에게 이래라저래라 지시할 권리를 가졌다.
헌법상 국가권력의 최고기관임에도 불구하고, 프로이센 총리가 수상이자 연방평의회 의장을 자주 겸직했기 때문에, 연방평의회는 독일 황제와 국가수상의 뒷전의 거수기관으로 밀려났다.
개헌을 하려면 연방평의회에서의 투표를 거쳐야 했다. 그러나 14표만 있으면 부결시킬 수 있는데 프로이센이 17표를 가지고 있으므로, 이것은 곧 프로이센이 개헌에 대한 사실상의 거부권을 독점하고 있음을 의미했다.

## 표 배분
| 가맹국                        | 표 수 | 비고                                               |
| ----------------------------- | ----- | -------------------------------------------------- |
| 프로이센 왕국                 | 17    | 1876년 7월 1일 동군연합인 라우엔부르크 공국을 합병 |
| 바이에른 왕국                 | 6     |                                                    |
| 작센 왕국                     | 4     |                                                    |
| 뷔르템베르크 왕국             | 4     |                                                    |
| 바덴 대공국                   | 3     |                                                    |
| 헤센 대공국                   | 3     |                                                    |
| 엘자스-로트링겐               | 3     | 1911년부터 대의원 파견.                            |
| 메클렌부르크슈베린 대공국     | 2     |                                                    |
| 브라운슈바이크 공국           | 2     |                                                    |
| 메클렌부르크슈트렐리츠 대공국 | 1     |                                                    |
| 올덴부르크 대공국             | 1     |                                                    |
| 작센바이마르아이제나흐 대공국 | 1     |                                                    |
| 안할트 공국                   | 1     |                                                    |
| 작센알텐부르크 공국           | 1     |                                                    |
| 작센코부르크고타 공국         | 1     |                                                    |
| 작센마이닝겐 공국             | 1     |                                                    |
| 리페 후국                     | 1     |                                                    |
| 로이스게라 후국               | 1     |                                                    |
| 로이스그라이츠 후국           | 1     |                                                    |
| 샤움부르크리페 후국           | 1     |                                                    |
| 슈바르츠부르크루돌슈타트 후국 | 1     |                                                    |
| 슈바르츠부르트손더하우젠 후국 | 1     |                                                    |
| 발데크피어몬트 후국           | 1     |                                                    |
| 브레멘 자유한자시             | 1     |                                                    |
| 함부르크 자유한자시           | 1     |                                                    |
| 뤼베크 자유한자시             | 1     |                                                    |
| 총계                          | 61    | 1911년까지는 58표                                  |